# 上海杀妻藏尸案
上海杀妻藏尸案是2016年10月17日上午发生在中国上海的一起杀人藏尸案，凶手朱晓东因为口角杀死自己的妻子杨俪萍，并藏尸冰柜105天。此案是在中国现行司法体系下，夫妻之间发生的故意杀人案，凶手有法定从轻处罚情节，但却罕见的判处死刑，并得到最高人民法院核准的案件。
中国司法机关对死刑实行“保留死刑，严格控制和慎重使用死刑”的政策，即所谓“少杀、慎杀”原则。1999年，最高人民法院《全国法院维护农村稳定刑事审判工作座谈会纪要》明确指出：“对于因婚姻家庭、邻里纠纷等民间矛盾激化引发的故意杀人犯罪，使用死刑一定要十分慎重，应当与发生在社会上的严重危害社会治安的其他故意杀人犯罪案件有所区别。对于被害人一方有明显过错或对矛盾激化负有直接责任，或者被告人有法定从轻处罚情节的，一般不应判处死刑立即执行。”在此案发生前，全国各地都有性质更为恶劣、无法定从轻处罚情节的杀妻、杀女友凶犯，仅判处死缓的案例。中华人民共和国最高人民法院对地方法院在因恋爱、婚姻关系产生的故意杀人案件的死刑判罚亦持反对态度，其在2010年促成王志才故意杀人案的改判，亦成为全国指导性案件。

## 当事人
- 受害人(妻子)：杨俪萍（1987年11月22日-2016年10月17日）
  - 上海本地人，畢業於上海師範大學中文系，上海市晋元高级中学附属学校小学部语文老师[5]。2013年9月，杨俪萍与朱晓东确立了恋爱关系。2015年12月31日与朱登记结婚[6]。
- 凶手(丈夫)：朱晓东（1987年11月28日-2020年6月4日）[7]
  - 上海本地人，商场店员。1997年父母在其10歲那年離婚，之後由起母親一手將他拉扯大。朱晓东在家附近的上海市南湖职业学校拿了一个中专文凭，19岁就在商场打工。曾參加我型我秀，但遭到淘汰[5]。2012年的一次高中同学的聚会上，二十五岁的朱晓东邂逅了同龄的杨俪萍。当时是朱晓东主动上前搭讪杨俪萍。2013年10月25日左右，朱晓东和杨俪萍正式建立了恋爱关系。2015年12月31日，杨俪萍和朱晓东领結婚证。2016年10月17日，朱曉東掐死杨俪萍并藏尸于冰柜105天，2017年2月1日，朱曉東由父母陪同自首。

## 案件经过
2016年10月15日，朱、杨二人前往杭州旅游，期间发生争吵。10月17日早上7时许，二人再度发生争执。朱晓东怒而掐死了妻子杨俪萍。
杀死杨俪萍后，朱晓东将杨的尸体装进一个被套里，并放进冰柜。杀人藏尸后，朱对家人朋友隐瞒了杨的死讯。并且案发后，用杨的手机，以杨的名义通过微信和他人联系。试图让他人觉得杨还活着。案发前，朱把杨手机里的钱转给自己，杨遇害后一个星期，朱便带着个女人去了韩国旅行。并且和其他女人开房。2017年2月1日，杨俪萍的父亲六十大寿，按照约定杨俪萍会回去为父亲祝寿。朱明白自己杀人的事瞒不住了。朱在其父母陪同下前往派出所自首。而據朱曉東所在的小區居委會主任透露，朱晓东在殺害杨俪萍後曾自殺未遂。

## 审判
2018年8月23日，上海市第二中级人民法院做出了1审判決，法院經審理认为，被告人朱曉東虽然因為婚姻家庭矛盾引发，並且朱晓东有自首情節，但朱晓东犯罪性质恶劣，作案之后长时间藏匿被害人尸体，並沒有悔罪表现，社会危害性大，所犯罪行极其严重，依法決定不能从轻处罚。依照《中华人民共和国刑法》第232条、第57条第1款之规定，判處被告人朱曉東犯故意殺人罪死刑，剝奪政治權利終身。1審判決之後，當天下午，朱曉東通過辯護律師宣布提出上訴。
在2019年7月5日上午10點，上海市高级人民法院2審驳回了朱曉東上诉，维持1审死刑、剥夺政治权利终身的判決。
在2020年6月4日，經過最高人民法院核准，罪犯朱晓东被执行注射死刑。

## 备注
1. ↑  自首即法定从轻处罚情节。《中华人民共和国刑法》规定，犯罪嫌疑人自首的，可以从轻或减轻处罚[3]。